# Guayatá (kommun)
Guayatá är en kommun i Colombia.   Den ligger i departementet Boyacá, i den centrala delen av landet, 70 km nordost om huvudstaden Bogotá. Antalet invånare är 6 368.